# I Can Get It For You Wholesale (musical)
I Can Get It for You Wholesale es un musical compuesto por Harold Rome en 1961, con guion de Jerome Weidman y basada en la obra del mismo título, publicada en 1937. Supuso el debut en Broadway de Barbra Streisand con tan solo 19 años, quien fue nominada al Premio Tony como mejor actriz de reparto, que no consiguió, pero sí, el prestigioso New York Drama Critics' Circle Award. La historia se sitúa en Nueva York en 1937, durante la Gran Depresión, y las canciones utilizan las armonías tradicionales judías evocadoras del periodo en el que se localiza el espectáculo.

## Créditos
- Producida por: David Merrick
- Música y letras: Harold Rome
- Guion: Jerome Weidman (Basado en su novela)
- Escinificación: Herbert Ross
- Escenario e iluminación: Will Steven Armstrong
- Vestuario:Theoni V. Adredge
- Dirección musical y arreglos vocales:Lehman Engel
- Orquestaciones: Sid Ramin
- Música adicional y coreografías: Peter Howard
- Producción supervisada por:Neil Hartley
- Dirigida por: Arthur Laurents
- Reparto:
  - Lillian Roth ....... Mrs. Bogen
  - Marilyn Cooper ..... Ruthie Rivkin
  - Elliott Gould .. Harry Bogen
  - Jack Kruschen ...... Maurice Pulvermacher
  - Harold Lang ........ Teddy Asch
  - Ken Le Roy ......... Meyer Bushkin
  - Bambi Linn ......... Blanche Bushkin
  - Sheree North ....... Martha Mills
  - Barbra Streisand ... Miss Marmelstein

## Producción
La obra se estrenó en Broadway en el Shubert Theatre el 22 de marzo de 1962. Dirigido por Arthur Laurents y con coreografía de Herbert Ross , contaba con Elliott Gould como protagonista. 
El 1 de octubre de 1962 se trasladaron a The Broadway Theatre, donde concluyó el espectáculo el 9 de diciembre después de 300 representaciones. Streisand y Gould se casarían en 1963 y se divorciarían en 1971.

## Trama
Harry Bogen es un hombre de negocios ambicioso y sin escrúpulos en la industria textil del Nueva York de los años 30. Nada ni nadie le detiene para conseguir sus objetivos: engaña continuamente a su madre y a su prometida, Ruthie Rivkin, quien está intentando convertirle en mejor persona. Después de malversar fondos de la empresa Apex Modes y de traicionar a todos sus colaboradores, abandona a su novia para iniciar una aventura con Martha Mills, una bailarina del Club Rio Rhumba, pero cuando pierde a todos sus amigos y cae en bancarrota, su madre y su prometida, Ruthie, le apoyan.

## Canciones
| Acto I 1. Overture 2. I'm Not a Well Man - Miss Marmelstein y Mr. Pulvermacher 3. The Way Things Are - Harry Bogen 4. When Gemini Meets Capricorn - Ruthie Rivkin y Harry Bogen 5. Momma, Momma, Momma - Harry Bogen y Mrs. Bogen 6. The Sound of Money - Harry Bogen, Martha Mills, Mitzi, Mario y Eddie 7. The Family Way - Mrs. Bogen, Harry Bogen, Ruthie Rivkin, Teddy Asch, Blanche Bushkin y Meyer Bushkin 8. Too Soon - Mrs. Bogen 9. Who Knows? - Ruthie Rivkin 10. Have I Told You Lately? - Blanche Bushkin y Meyer Bushkin 11. Ballad of the Garment Trade - Miss Marmelstein, Ruthie Rivkin, Blanche Bushkin, Harry Bogen, Teddy Asch, Meyer Bushkin y Compañía | Acto II 1. A Gift Today - Sheldon Bushkin, Harry Bogen, Mrs. Bogen, Blanche Bushkin, Meyer Bushkin y Ruthie Rivkin 2. Miss Marmelstein - Miss Marmelstein 3. The Sound of Money (Reprise) - Harry Bogen 4. A Funny Thing Happened - Ruthie Rivkin y Harry Bogen 5. What's in It for Me? - Teddy Asch y Martha Mills 6. What Are They Doing to Us Now? - Miss Marmelstein, Buggo, Tootsie Maltz, Manette, Gail, Miss Springer y Compañía 7. Eat a Little Something - Mrs. Bogen and Harry Bogen 8. Epílogo - La Compañía |

## Recuerdos
En el álbum recopilatorio For the Record... (1991), Streisand recuerda: "Mi primera audición para el espectáculo fue la mañana siguiente al día de Acción de Gracias de 1961. Como la acción transcurría en los años 30, me presenté con un abrigo de piel que había comprado en una tienda del ejército de salvamento por 10 dólares. Canté tres temas incluyendo A Sleepin' Bee.  Me dijeron que regresara y me dieron Miss Marmelstein para aprendérmela para mi segunda audición, unas horas más tarde. Cuando regresé al teatro esa tarde, quise cantar el número sentada por dos razones. Una, estaba nerviosa y dos, porque pensé que sería gracioso que una secretaria moviera su silla por el escenario con sus piernas. Así que, me saqué el chicle de la boca, lo pegué debajo de la silla y empecé a cantar. Esa noche el director, Arthur Laurents, vino a verme cantar en el Blue Angel. Al día siguiente me contarataron". 
Harold Rome dijo: "El número de Miss Marmelstein fue escrito antes de contratar a Barbra para la obra. Una vez que lo hicimos, ampliamos su papel. Cuando alguien es tan bueno...hay que aprovecharlo".
Tras once semanas de ensayos, el 22 de marzo de 1962, el día del estreno, Barbra, actriz secundaria, consiguió detener la obra durante tres minutos, al principio del segundo acto,  con todo el público en pie,  después de interpretar la desternillante Miss Marmelstein.
Las críticas a la interpretación de Streisand fueron unánimes, convirtiéndose, de la noche a la mañana,  en la heroína de Broadway.
Streisand obtuvo su primera nominación a un premio (premio Tony por mejor actriz de reparto en musical por Miss Marmelstein) y también ganó el primer premio de su carrera (premio del círculo de críticos de Nueva York - New York Drama Critics' Circle Award).